# Oxyrhachis zenobia
Oxyrhachis zenobia är en insektsart som beskrevs av Capener 1962. Oxyrhachis zenobia ingår i släktet Oxyrhachis och familjen hornstritar. Inga underarter finns listade i Catalogue of Life.